# Залізничний міст (Базель)
47°33′27″ пн. ш. 7°36′54″ сх. д. / 47.557404° пн. ш. 7.61498° сх. д.
Залізничний міст (нім. Verbindungsbahnbrücke) — залізничний міст із пішохідною доріжкою через Рейн у швейцарському місті Базель.
Міст є центральною ланкою Базельської сполучної залізниці, яка сполучає станцію Базель-Бадішер на правому березі Рейну зі станцією Базель SBB та мережею SBB на лівому березі Рейну.
Велика частина пасажирських і вантажних перевезень між сусідніми країнами проходить через цей міст, що робить цю ділянку частиною одного з найважливіших залізничних маршрутів у Швейцарії.
Безпосередньо на захід від Залізничного мосту в 1970—1973 рр. побудовано Шварцвальдський міст на автостраді А2.

## Перший залізничний міст
Спочатку, в 1860 році, запланували прокласти колії сполучної залізниці разом з автострадою через Рейн як Гарцграбенський міст.
Але побудову цього багатоцільового мосту відхилено через надмірні витрати та величезні труднощі в роботі з ухилами та кривими, що виникають у результаті.

Перший міст на сполучній залізниці часів Першої світової війни

Після заснування Базельської сполучної залізниці в 1869 році погоджено побудувати одноколійний кроквяний міст з пішохідною доріжкою нижче гирла Бірса.
Компанії Lauterburg & Thormann (пілони та опори) та Schneider & Cie (сталеві конструкції) розпочали роботи в 1870 році.
Пілони спроєктували подвійної ширини, щоб пізніше розмістити другий кроквяний міст для двоколійного розширення залізниці.
Міст відкрито для руху в листопаді 1873 року.
Міст завдовжки 216,30 м, який спирається на три опори, довелося зміцнювати в 1896 і 1924 роках через використання важких локомотивів і поїздів. Починаючи з 1913 року, розширення мосту до двоколійного ставало дедалі актуальнішим.
Розпочати розширення завадив початок Другої світової війни.
25 червня 1957 року SBB вирішив реконструювати залізничний міст із використанням старих опор.
У 1962 році реконструйований двоколійний сталевий міст відкритий для руху з пішохідною доріжкою вниз за течією Рейну.
Прольоти мають 48,24 м з торців та 59,42 м посередині.

## Другий залізничний міст
Через різке збільшення трафіку з півночі на південь, виникла необхідність побудувати другий залізничний міст через Рейн.
З початку 1990-х років почалося планування нового мосту далі на схід як «обхідну залізницю навколо Базеля».
Однак зрештою вирішили будувати міст безпосередньо біля чинного мосту, щоб мати можливість розширити сполучення до чотирьох колій.
Будівництво почалося 26 листопада 2009 року й мало завершитися в грудні 2012 року.

Відкриття відбулося 22 жовтня 2012 року.

Другий міст через Рейн — трипролітна конструкція з попередньо напруженого бетону довжиною близько 240 м.
Прогони мають 59,7 м на торцях та 117,2 м на середині.

Новий міст має безбар'єрну пішохідну доріжку.
Після будівництва старий міст відремонтовано.
Включно з маршрутними сполученнями вартість будівництва становить 57 мільйонів франків.